# Chantepérier
Chantepérier ist eine französische Gemeinde mit 211 Einwohnern (Stand: 1. Januar 2022) im Département Isère in der Region Auvergne-Rhône-Alpes. Sie gehört zum Arrondissement Grenoble und zum Kanton Matheysine-Trièves und ist Teil des Kommunalverbands Matheysine. Das Gemeindegebiet wird vom Flüsschen Malsanne durchquert, das hier dem Bergsee Lac du Vallon entspringt und zur Bonne entwässert.
Sie entstand als Commune nouvelle mit Wirkung vom 1. Januar 2019 durch die Zusammenlegung der bisherigen Gemeinden Chantelouve und Le Périer, die in der neuen Gemeinde den Status einer Commune déléguée haben. Der Verwaltungssitz befindet sich im Ort Chantelouve.

## Gliederung
| Ortsteil                      | ehemaliger INSEE-Code | Fläche (km²) | Einwohnerzahl zum 1. Januar 2022 |
| ----------------------------- | --------------------- | ------------ | -------------------------------- |
| Chantelouve (Verwaltungssitz) | 38073                 | 33,41        | 068                              |
| Le Périer                     | 38302                 | 47,99        | 143                              |

## Nachbargemeinden
| Lavaldens       | Ornon      | Villard-Reymond                                  |
| Oris-en-Rattier | Kompass    | Villard-Notre-Dame Le Bourg-d’Oisans Valjouffrey |
| Valbonnais      | Entraigues | Valjouffrey                                      |

## Sehenswürdigkeiten
- Kirche in Chantelouve
- Kirche von 1875 in Le Périer
- Reste der Burg von Le Périer aus dem 13. Jahrhundert

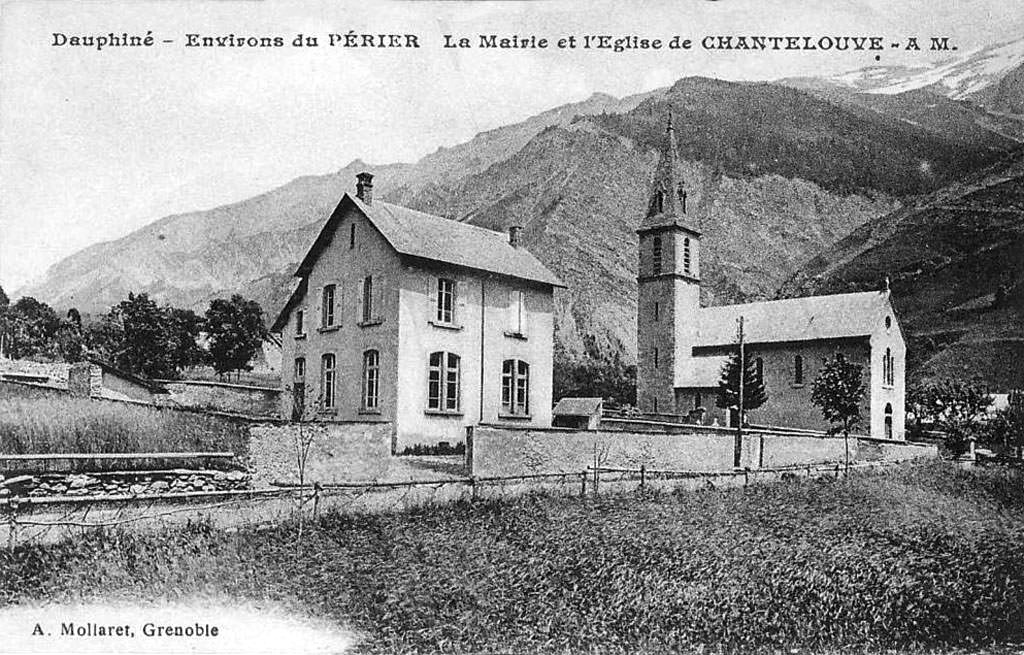
Mairie und Kirche in Chantelouve, Anfang des 20. Jahrhunderts
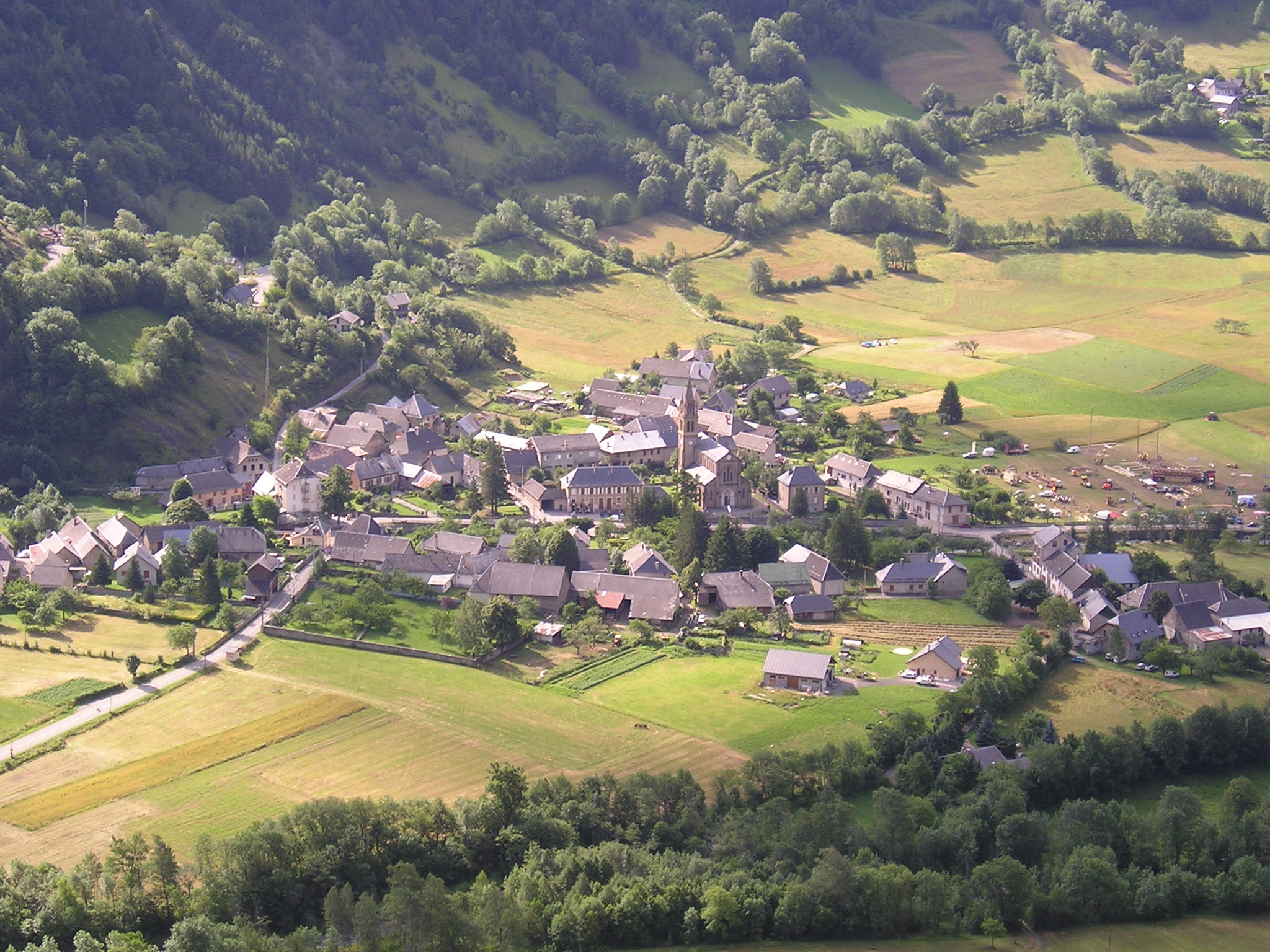
Blick auf Le Périer